# Oedothorax sexoculorum
Oedothorax sexoculorum là một loài nhện trong họ Linyphiidae.
Loài này thuộc chi Oedothorax. Oedothorax sexoculorum được Andrei V. Tanasevitch miêu tả năm 1998.